# Phratora californica
Phratora californica är en skalbaggsart som beskrevs av Brown 1961. Phratora californica ingår i släktet Phratora och familjen bladbaggar. Inga underarter finns listade i Catalogue of Life.